# Bohrstütze

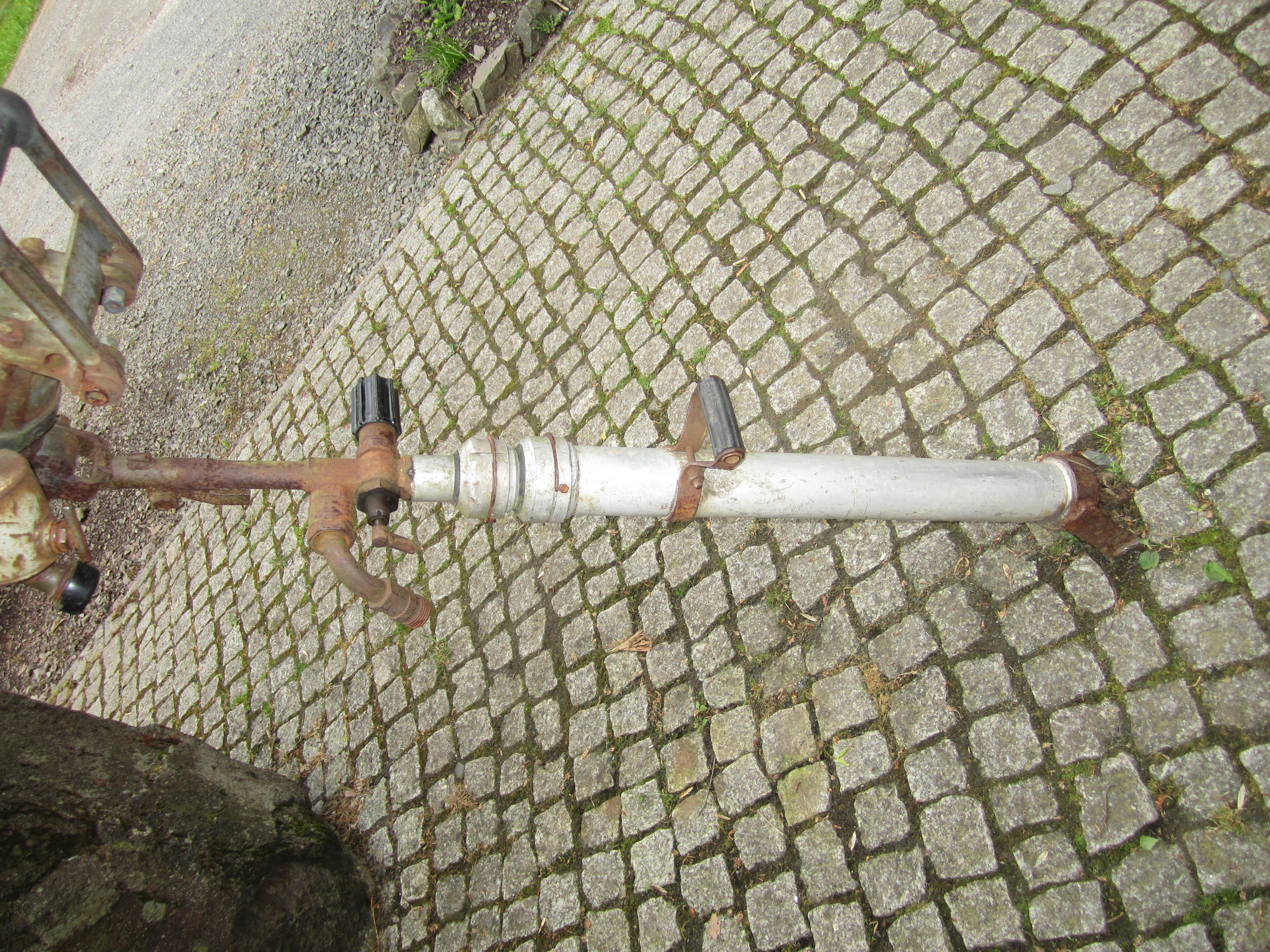
Bohrstütze BS70/80 (Betrieb für Bergbauausrüstungen Aue)

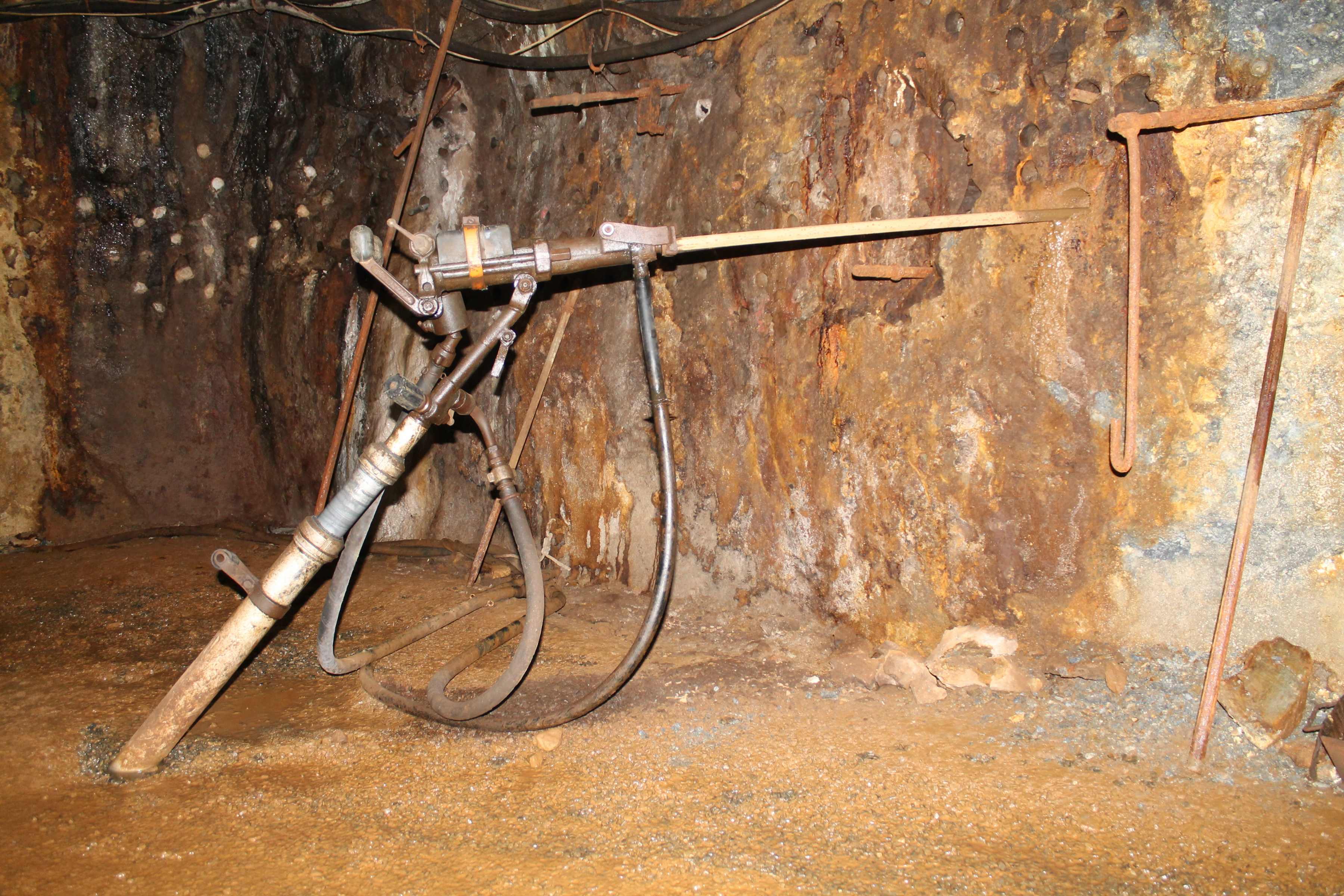
Bohrstütze mit Bohrhammer BHS 26S (Betrieb für Bergbauausrüstungen Aue)

Die Bohrstütze wurde von der Firma Flottmann AG, Herne unter dem Namen Bohrknecht in den 1930er Jahren im deutschen Bergbau eingeführt. Sie besteht aus einem pneumatischen Zylinder, auf dessen oberes Ende ein Bohrhammer gesteckt wird. Mittel eines Drehventils kann die Bohrstütze sehr feinfühlig in ihrer Länge variiert werden. Durch diese Längenänderung kann der Bergmann Andruck und Vorschub des Bohrhammers regulieren, ohne ihn mit der Hand halten zu müssen.